# Emotional Eternal
Emotional Eternal è il terzo album in studio della musicista francese Melody's Echo Chamber, pubblicato nel 2022.

## Tracce
Testi e musiche di Melody Prochet, Fredrik Swan, Reine Fiske.
1. Emotional Eternal – 3:47
2. Looking Backward – 3:22
3. Pyramids in the Clouds – 3:32
4. The Hypnotist – 3:52
5. Personal Message – 4:01
6. Where the Water Clears the Illision – 3:03
7. A Slow Dawning of Peace – 3:21
8. Alma_The Voyage – 6:42